# Кемер (квартал на Истанбул)
„Кемер“ (на турски: Kemer) е квартал на Истанбул, разположен в околия Есенлер. Общата му площ е 0,76 км2. Според данни на Адресната система за регистриране на населението (ABPRS) към 2023 г. населението на „Кемер“ е 21 554 жители.